# Kindersley (Saskatchewan)
Kindersley é uma cidade localizada no centro-oeste da província de Saskatchewan no Canadá. Localizada na seção 10, escala 23, ao oeste do terceiro meridiano, ao longo da estrada 7, uma estrada preliminar que liga Calgary em Alberta e Saskatoon em Saskatchewan. É uma base industrial estabelecida para a região centro-oeste, rica em recursos da província e um centro de serviços para a indústria de petróleo, gás e produção agrícola.

## Ligações Externas
- Website Oficial